# Publius Ventidius Bassus
Publius Ventidius Bassus (Picenum, Kr. e. 89 előtt – Kr. e. 38 novembere után) ókori római hadvezér és politikus.

## Felemelkedése
A picenumi származású Bassus még kisgyermekként, édesanyjával együtt esett Asculumban Cnaeus Pompeius Strabo fogságába az itáliai szövetségesháború idején, Kr. e. 89-ben. A politikus triumphusán is felvonult a foglyok között. Felnőve vállalkozást indított, ami a provinciákba vonuló magistratusok öszvérekkel és fogatokkal való ellátásával foglalkozott. Ilyen minőségben ismerte meg Caius Iulius Caesart, akit elkísért a galliai háborúba. Caesar történeti műveiben nem említi Bassust, de az biztos, hogy elnyerte a kegyeit, mivel előbb néptribunusi, majd senatori, végül Kr. e. 43-ra praetori kinevezést biztosított neki.

## A polgárháborúkban
Caesar Kr. e. 44-es meggyilkolása után az év consulja, Marcus Antonius mellett kötelezte el magát, és Kr. e. 43-ban a köztársasági erők Antonius ellen indított háborújában három legiót toborzott a caesarianus veteránok és picenumi földijei közül. Miután Octavianus Mutina mellett legyőzte Antoniust, Bassus zavartalanul átkelt az Appennineken, és Liguriában csatlakozott Antonius nyugat felé vonuló seregéhez. A Caesar-párt bononiai megbékélése és a második triumvirátus megalakulása nyomán Caius Carrinasszal együtt consul suffectusszá nevezték ki még Kr. e. 43-ban. (Ekkor a politikus múltját nem feledő közvélemény a Gellius megőrizte verssorral emlékeztette Bassust származására: Nam mulos qui fricabat consul factus est - „Lám, öszvért csutakolt, s consullá tetetett.”)
Kr. e. 42-ben Gallia Transalpina egyik legatusa lett Caius Asinius Pollio kollégájaként, és ilyen minőségben Kr. e. 41-ben beavatkoztak a perusiai háborúba, ami Antonius Lucius nevű fivére és Octavianus között robbant ki, míg maga Antonius Egyiptomban tartózkodott. Nem egyértelmű lelkesedéssel vetették magukat az eredetileg Hispaniába menesztett, de még útközben visszahívott Quintus Salvidienus Rufus után, és Gallia határán meg is álltak. Amikor Lucius Antoniust ostromzár alá vették Perusia városában, végül megpróbálták egyesíteni erőiket, ám ez Agrippa és Octavianus ellenlépései miatt nem sikerült, így végül visszavonult Ariminiumba, és Lucius Munatius Plancus javaslatára Pollióval együtt úgy döntött, hogy nem avatkozik az ostromba. A kiéheztetett Perusia Kr. e. 40 februárjában megadta magát, de a háború nem ért véget: Marcus Antoniusra várva Bassus és Pollio az Adriai-tenger partjára vonult, készülve a fogadására. Bassust erősítették az elmenekült Plancus megmaradt csapatai is. Végül Antonius megérkezett Brundisiumba, de a katonák és veteránok nyomására kiegyezett Octavianusszal.

## A keleti hadjárat
Antoniusnak egy ideig Itáliában kellett maradnia, de Bassust legatusaként Kr. e. 39-ben Anatóliába menesztette, hogy felvegye a harcot Quintus Labienusszal, a Parthus Birodalom támogatását élvező árulóval. Bassus a Toros-hegységbe űzte Labienus csapatait, ahol erősítésre várva letáborozott. A Labienus támogatására érkező parthusok megrohamozták állásait, azonban visszaverte és Kilikiáig üldözte őket. Itt Labienus rémült seregére mért újabb vereséget, maradékait besorozva saját katonái közé, aztán az Amanusz hágóinak elfoglalására küldte Popedius Silo nevű tisztjét, majd személyesen utána vonulva legyőzte az átkelőket védő Barzaphanészt. Ezzel Aradoszt leszámítva egész Szíria és Palesztina az ellenőrzése alá került, ő pedig a perzsákkal korábban együttműködő fejedelmektől (Malchus nabateus törzsfő, Antiokhosz kommagénéi és II. Antigonosz júdeai uralkodó és zsidó főpap) komoly kártérítési összegeket szedett be.
Kr. e. 38-ban a parthusok még a télen ellentámadást indítottak, amikor Bassus csapatai még különféle szálláshelyeken voltak szétszóródva. A hadvezér annak elhíresztelésével, hogy a parthusok által rendszeresen használt eufráteszi átkelőnél, Zeugmánál kívánja tőrbe csalni a támadókat, a II. Orodész fia, Pakorosz herceg vezette sereget hosszú kitérő megtételére késztette, ami időt adott számára erőinek összevonásához. A kürrhésztikéi összecsapást a rómaiak nyerték, és Pakorosz is elesett a csatában. A herceg fejét körbevitette a syriai városokban, ő maga pedig a kommagénéi Antiokhosz ellen vonult azon az ürügyön, hogy nem kapott meg tőle bizonyos rabszolgákat. A pénzszerző akciót a hadszíntérre érkező, Bassus sikereire féltékeny Antonius állíttatta le, így Bassusnak a követelt ezer helyett be kellett érnie 300 talentummal.
Sikereit megelégelve Marcus Antonius hazaküldte eredményes hadvezérét, akinek a senatus triumphust szavazott meg fényes diadaláért, míg Antoniusnak csupán supplicatiót tartottak. Bassus további sorsa nem ismeretes.